# Нічна доглядальниця
«Нічна доглядальниця» — кінофільм режисера Бернда Хейбера, що вийшов на екрани в 2000 році.

## Зміст
Герою фільму, звичайному поліцейському, випало вельми прикре завдання. Він повинен серед ночі стежити, щоб злочинець, якому терміново знадобилася медична допомога, не втік з палати. І це при тому, що у самого копа голова просто розламується від зубного болю. Він уже був на межі зриву, коли на зміну прийшла нічна доглядальниця, яка змусила його забути про всі проблеми.

## Ролі
| Актор                | Роль |
| -------------------- | ---- |
| Хільдегард Алекс     | -    |
| Пауль Фасснахт       | -    |
| Уілфрід Хочхолдінгер | -    |
| Франциска Петрі      | -    |

## Знімальна група
- Режисер — Бернд Хейбер
- Сценарист — Бернд Хейбер
- Продюсер — Таня Циглер, Таня Медінг
- Композитор — Kai-Uwe Kohlschmidt